# 아이돌마스터 시리즈의 작품 목록
PROJECT IM@S(프로젝트 아이마스)는 반다이 남코 게임즈(옛 남코)의 아케이드 게임 THE IDOLM@STER로부터 파생한 멀티미디어 전개(미디어 믹스) 프로젝트의 총칭이다.

## 개요
아케이드 게임으로서 가동을 개시한 THE IDOLM@STER가, 가정용 게임기 엑스박스 360으로의 이식과 애니메이션화의 결정을 계기로, THE IDOLM@STER의 컨텐츠를 최대한으로 사용하는 것을 목적으로 2006년 9월부터 시작된, 다방면에 이르는 미디어 전개 프로젝트. PROJECT IM@S의 IM@S는 IDOLM@STER만을 가리키는 말이 아니라, Inter Media Artists and Specialists의 약칭으로도 사용되고 있어서 로고에도 그것이 표기되어 있다.
그 후, 엑스박스 360판 뿐만 아니라, 관련 CD나 애니메이션(아이돌 마스터 XENOGLOSSIA), 코미컬라이즈 등의 모든 멀티미디어로 전개하는 이 기획은 PROJECT IM@S 상에서 움직이고 있어서 해당 작품에서는 PROJECT IM@S의 로고를 볼 수 있다.
PROJECT IM@S가 발족하기 이전부터 있던 기획에 대해서도, 기본적으로는 PROJECT IM@S에 포함되는 것으로 되어 있는 듯하며, 발족 후에 해당 기획으로부터 새롭게 나온 것에 대해서는, PROJECT IM@S의 로고가 첨부 되고 있다(THE IDOLM@STER RADIO TOP×TOP!등). 다만, 꼭 첨부하는 것은 아니고, 발족 후의 발매에도 불구하고 첨부되어 있지 않은 것도 있다(라디오de아이마SHOW! DJCD는 PROJECT IM@S 발족 이후의 발매이지만 로고는 붙어 있지 않다).
2009년 5월에 신 프로젝트 「PROJECT IM@S 2nd Vision」의 시동이 선언되었다. 이하의 기술에 대해 지금까지의 각 작품에 대한 것을 편의상 「1st Vision」로 한다. 1st Vision는 크게 게임 「THE IDOLM@STER」를 바탕으로 하는 것과 텔레비전 애니메이션 「아이돌 마스터 XENOGLOSSIA」를 바탕으로 하는 것의 두 종류로 나눌 수 있다.
일본의 파칭코 게임업체인 사미로부터 파칭코 슬롯머신 「THE IDOLM@STER LIVE in SLOT!」이 제작될 예정으로, 2012년 5월 23일에 이를 기념한 데뷔 기념 이벤트를 했다.

## 1st Vision

### 게임으로부터의 전개

#### 게임
이하의 게임 작품을 기초로서 전개한 것을 아래에 기술한다.
- THE IDOLM@STER(아케이드 판)
- THE IDOLM@STER(Xbox 360 판)
- THE IDOLM@STER LIVE FOR YOU!(Xbox 360 판)
- THE IDOLM@STER SP(PSP 판)
- THE IDOLM@STER Dearly Stars(NDS 판)
- THE IDOLM@STER 2(Xbox 360·PS3 판)
  - 아이돌 마스터 그라비아 포 유!(PS3 판)
- THE IDOLM@STER SHINY FESTA(PSP·iOS 앱)
- THE IDOLM@STER CINDERELLA GIRLS(Mobage 소셜 게임)
- THE IDOLM@STER MILLION LIVE!(GREE 소셜 게임)

#### 라디오

##### 지상파 라디오
THE IDOLM@STER RADIO (2006년 4월 9일 ~ 2009년 7월 26일)
진행자 : 타카하시 치아키, 이마이 아사미
THE IDOLM@STER STATION!!! (2009년 8월 2일)
진행자 : 누마쿠라 마나미, 하라 유미(이 둘은 1회부터), 이마이 아사미(1회 ~ 88회), 아사쿠라 아즈미(89회부터)

##### 인터넷 라디오
라디오de아이마SHOW! (2006년 4월 27일 ~ 2007년 10월 25일)
진행자 : 나카무라 에리코, 이마이 아사미, 오치아이 유리카(제1기), 니고 마야코(제2기 ~ 3기)
WEB라디☆쇼핑마스터 (2007년 3월 23일 ~ 2007년 7월 27일)
진행자 : 아마미 하루카(성우 : 나카무라 에리코), 호시이 미키(성우 : 하세가와 아키코), 후타미 아미&마미(성우 : 시모다 아사미)
아이돌 마스터 Radio For You! (2007년 11월 15일 ~ 2008년 9월 24일)
진행자 : 나카무라 에리코, 이마이 아사미, 니고 마야코
아이돌 마스터 P.S.Producer (2008년 10월 8일~)
진행자 : 나카무라 에리코, 하세가와 아키코
특이사항 : 두 명의 진행자 이외에 매회마다 게스트를 초대하는 방식.
라디오de아이마STAR☆ (2009년 10월 8일 ~ 2011년 3월 31일)
진행자 : 나카무라 에리코, 하세가와 아키코, 니고 마야코
라디오de아이마CHU!! (2011년 4월 21일 ~ )
진행자 : 니고 마야코, 시모다 아사미, 하세가와 아키코

#### CD
CD는 크게 나누어 게임 중의 음악을 수록한 음악 CD, 드라마 CD, 인터넷 라디오 관련 CD, 그 외로 분류된다. 이 중 음악 CD는 앞에 'MASTER'를 붙인 복수의 시리즈로 나뉜다. 상세한 것은 아래를 참고.
「패미송 8BIT☆아이돌 마스터 시리즈」는 5pb.로부터, 그 이외의 음악 CD는 모두 콜롬비아 뮤직 엔터테인먼트 주식회사로부터, 드라마 CD는 모두 프론티어 워크스로부터 발매되고 있다.
2010년 1월에 「아이돌 마스터」관련 CD의 누계 출하 매수가 100만매를 넘었다고 발표되었다.

##### MASTERPIECE 시리즈
아케이드판에 사용된 음악의 풀 버전을 수록한 시리즈. 01에서 05까지 총 5매.

##### MASTERWORK 시리즈
Xbox 360 버전으로 처음 나온 곡의 풀버전과 MASTERPIECE 시리즈에 수록된 곡의 다른 버전을 수록한 시리즈. 00에서 03까지 총 4매. 00은 완전 초회 한정 및 PV의 DVD 첨부 때문에, 현재는 입수가 힘들다.

##### MASTER BOX 시리즈
게임에서 사용된 음악을 모든 캐릭터 버전으로 수록한 것. 모두 한정 생산이라서 입수하기 힘들다.
MASTER BOX
2006년 7월 19일 발매. CD 3매 세트 구성. 아케이드판에 등장하는 9명의 솔로 버전과 보컬이 없는 가라오케 버전으로 수록. 합계 100곡. 생산수는 남코(765)를 기념하기 위해서인지 7650개이며 일련 번호가 쓰여있다.
MASTER BOX II
2007년 4월 4일 발매. CD 2매와 DVD 1매 세트 구성. 엑스박스 360판의 신곡 6곡을 신 캐릭터인 호시이 미키를 포함해 10명의 솔로 버전과 가라오케, 그리고 아케이드판의 10곡을 미키 솔로 버전으로 수록. 합계 76곡. DVD는 전 16곡의 댄스를 하루카, 치하야, 미키의 3인 유닛으로 수록.
MASTER BOX I&II ENCORE
2008년 2월 6일 발매. 초회 한정 생산. MASTER BOX 및 MASTER BOX II의 합계 176곡(전 16곡x10명+가라오케)을 모은 CD 5매 세트.
MASTER BOX III
2008년 4월 30일 발매. CD 5매 세트 구성. 완전 초회 한정 생산.
MASTER BOX IV
2008년 5월 23일 발표, 같은 해 9월 24일 발매. CD 5매 세트 구성. 특전DVD포함. 초회 한정 생산.
8월 6일→8월 27일→9월 24일로 발매일이 두 번 연기되었다.
MASTER BOX V
2009년 3월 18일 발매. 176곡을 수록한 CD 5매와 라이브 영상이 수록된 DVD로 6매 세트.
MASTER BOX catalog 08,09,11 COMPLETE
라이브 이벤트 「THE IDOLM@STER 4th ANNIVERSARY PARTY SPECIAL DREAM TOUR'S!!」 회장 한정상품. 전 88곡 수록된 CD 4매 세트. 매장에서는 판매하지 않았다.
MASTER BOX VI
2010년 3월 31일 발매. 전 117곡 수록. CD 3매 세트.
MASTER BOX VII
라이브 이벤트 「THE IDOLM@STER 6th ANNIVERSARY SMILE SUMMER FESTIV@L!」 회장 한정상품. 후에 애니메이트에서 통신 판매도 하였다.
전 65곡을 수록한 CD 2매 세트. 매장판매는 없다.

##### MASTER ARTIST 시리즈
각 아이돌의 레퍼터리, 신 녹음 곡에 더해 실제 아티스트의 커버 곡을 수록한 시리즈. 01~10, FINALE(피날레)로 전 11매.
게임의 사운드 트랙 CD가 아니라, 캐릭터(아티스트)마다의 기획 앨범으로서 릴리즈.
전원 공통 신곡 "i"(동일곡을 각 캐릭터가 솔로로 노래한 것을 수록), 각 캐릭터마다의 신곡(전 11곡)과 그 가라오케, 커버곡(앨범 YOUR SONG의 수록곡 1곡과 새롭게 모집한 커버곡 1곡으로 총 2곡), 예전 시리즈(치하야와 아즈사는 가희낙원도 포함)에 수록된 곡의 솔로 리믹스(MASTERWORK 수록곡도 포함. 단, 미키 솔로만 모두 첫 등장), 토크등을 수록. 또, 토크에는 동시 발매된 다른 CD의 등장 인물도 참가하고 있다. 마지막 토크에서는 각 아이돌의 말버릇(자기 자신의 것도 포함)을 흉내낸다는 내용을 다루고 있다.
01~10의 10매 구입 특전으로 타카키 사장의 피규어를 증정했다.
선착 및 예약 특전으로 포스트 카드, 또 10매를 동일 점포에서 구입하면 전 11매 전용 수납 박스나 전화 카드를 증정했다. 덧붙여서, FINALE를 제외한 CD의 옆 부분을 번호 순으로 늘어놓으면 타카키 사장의 실루엣이 나타나며, 말풍선의 문자 중 색이 다른 글자를 늘어놓아 배열하면 "THE IDOLM@STER"가 되는 장치가 있다.
이하의 앨범 별 설명에서는, 공통곡 "i"와 과거 앨범에 수록되어 있는 곡에 대해서는 기술하고 있지 않다.
MASTER ARTIST 01 아마미 하루카
2007년 7월 18일 발매. 개별 신곡은 "I Want", 추가 커버곡은 사이토 유키의 "슬픔이여 안녕(사이토 유키)|슬픔이여 안녕", 솔로 리믹스 곡은 "GO MY WAY!! (M@STER VERSION)"과 "하느님의 birthday".
MASTER ARTIST 02 타카츠키 야요이
2007년 7월 18일 발매. 개별 신곡은 "키라메키라리", 추가 커버곡은 키무라 카에라의 "리루라 리루하", 솔로 리믹스 곡은 "GO MY WAY!! (M@STER VERSION)"과 "나는 아이돌♡ (M@STER VERSION)".
MASTER ARTIST 03 호시이 미키
2007년 8월 1일 발매. 개별 신곡은 "흔들흔들퓨쳐☆", 커버곡은 CHICKS의 "키테레츠 대백과|수면 부족"과 Bon-Bon Blanco의 "GET BACKERS -탈환대-|눈물의 허리케인"(미키는 YOUR SONG에 참가하고 있지 않아서, 2곡이 새롭게 커버곡으로 선정되었다), 솔로 리믹스 곡은 "relations (M@STER VERSION)", "나는 아이돌♡"(M@STER VERSION이 아니다)과 "하느님의 birthday".
MASTER ARTIST 04 키쿠치 마코토
2007년 8월 1일 발매. 개별 신곡은 "미주 mind", 추가 커버 곡은 YEN TOWN BAND의 "YEN TOWN BAND|Swallowtail Butterfly ~ 사랑의 노래 ~, 솔로 리믹스 곡은 "똑바로 (M@STER VERSION)"과 "추억을 고마워요 (M@STER VERSION)".
MASTER ARTIST 05 키사라기 치하야
2007년 8월 22일 발매. 개별 신곡은 "눈이 마주치는 순간", 추가 커버곡은 타니야마 히로코의 "물방울 시간|새카만 숲의 노래", 솔로 리믹스 곡은 "하느님의 birthday"와 "relations (M@STER VERSION)".
MASTER ARTIST 06 후타미 아미/마미
2007년 8월 22일 발매. 개별 신곡은 "스타→트 스타→", 추가 커버곡은 SMAP의 "공주님의 리본|미소의 기운", 솔로 리믹스 곡은 "나는 아이돌♡ (M@STER VERSION"과 "My Best Friend (M@STER VERSION)".
MASTER ARTIST 07 미우라 아즈사
2007년 9월 5일 발매. 개별 신곡은 "곁에…", 추가 커버곡은 안젤라 아키의 "Kiss me Good-Bye", 솔로 리믹스 곡은 "똑바로 (M@STER VERSION)", "추억을 고마워요 (M@STER VERSION)".
MASTER ARTIST 08 미나세 이오리
2007년 9월 5일 발매. 개별 신곡은 "두 사람의 기억", 추가 커버곡은 오쿠 하나코의 "가네트(오쿠 하나코)|가네트", 솔로 리믹스 곡은 "나는 아이돌♡ (M@STER VERSION)", "GO MY WAY!! (M@STER VERSION)".
MASTER ARTIST 09 하기와라 유키호
2007년 10월 3일 발매. 덧붙여서 MASTER ARTIST 10 아키즈키 리츠코와 동시 발매될 예정이었지만, 제작 측의 사정으로 발매가 늦어졌다. 개별 신곡은 "Kosmos, Cosmos", 추가 커버곡은 카토 이즈미의 "악마의 KISS|좋아하게 되어서, 다행이야", 솔로 리믹스 곡은 "My Best Friend (M@STER VERSION)"과 "똑바로 (M@STER VERSION).
MASTER ARTIST 10 아키즈키 리츠코
2007년 9월 19일 발매. 개별 신곡은 "가득히 가득히", 추가 커버곡은 히구치 료이치의 "1/6의 꿈여행자 2002". 다만, 크레디트와 트랙명에서는 "1/6의 꿈여행자 2002"(1997년 발표의 오리지널 버전과는 다른 곡에 거의 비슷한 가사를 실은 것)이 되고 있지만, 실제로는 2005년 발매의 "1/6의 꿈여행자/두 번째의 고마워요" 수록 버전(오리지널 버전과 같은 곡의 재편곡)의 커버. 솔로 리믹스 곡은 "My Best Friend (M@STER VERSION)", "추억을 고마워요 (M@STER VERSION)".
MASTER ARTIST FINALE(피날레) 765프로 ALLSTARS
2007년 10월 24일 발매. 타이틀에 개인명은 없지만, 실제로는 오토나시 코토리의 솔로CD에 아이돌 후보생 전원의 음악을 수록한 구성. 오토나시 코토리의 개별 신곡은 "하늘", 그리고 오토나시 코토리 featuring T(타카키 쥰이치로)의 신곡 "ID:[OL]", 아이돌 후보생 전원의 "단결" (뷰티풀 괴혼 삽입곡), 오토나시 코토리 포함 아이돌 전원의 "i".

##### MASTER LIVE 시리즈
Xbox 360용 게임 「THE IDOLM@STER LIVE FOR YOU!」에서 처음 나온 노래의 풀 버전과 REM@STER라고 칭하는 과거에 발표된 곡의 다른 버전 및 각 CD에 신곡을 수록한 시리즈. 00부터 04 및 ENCORE까지 전 6매가 발매되었다. 00은 완전 첫회 한정생산이며, THE IDOLM@STER LIVE FOR YOU! 선행 프로모션 영상의 DVD가 부속되었다.
MASTER LIVE 00
2008년 2월 13일 발매. MASTERWORK 00처럼, "Live for You!"의 프로모션 영상을 수록한 DVD 포함. 수록 내용은 "Live for You!" DLC 신곡의 제1탄 "shiny smile (M@STER VERSION)"(노래 : 아마미 하루카, 키사라기 치하야, 아키즈키 리츠코), 모모이 하루코 작사 작곡의 오리지널 신곡 "발렌타인"(노래 : 후타미 아미&마미, 호시이 미키), "THE IDOLM@STER (k VERSION)"(노래 : 오토나시 코토리)와 신곡의 가라오케. 초회 한정 생산. DVD 수록 내용은 신곡, 리믹스 곡의 프로모션 영상 외에도, 오토나시 코토리의 캐릭터 소개가 2편.
MASTER LIVE 01 REM@STER-A
2008년 3월 5일 발매. "GO MY WAY!!"(노래 : 호시이 미키, 미우라 아즈사, 후타미 아미), "포지티브!"(노래 : 미우라 아즈사), "relations"(노래 : 아마미 하루카), "안녕!! 아침밥"(후타미 마미), "here we go!!"(노래 : 호시이 미키), "9:02pm"(노래 : 후타미 아미), "추억을 고마워요" (노래 : 아마미 하루카, 타카츠키 야요이, 후타미 마미)의 REM@STER-A Version과, 신곡 "함께"(노래 : 아마미 하루카, 타카츠키 야요이, 호시이 미키, 미우라 아즈사, 후타미 아미&마미), 보너스 트랙으로 토크 파트를 구성.
MASTER LIVE 02 REM@STER-B
2008년 4월 16일 발매.
MASTER LIVE 03 Do-Dai
2008년 5월 14일 발매.
MASTER LIVE 04 my song
2008년 6월 18일 발매.
MASTER LIVE ENCORE
2008년 10월 29일 발매.

##### 패미송 8비트☆아이돌 마스터 시리즈
2008년 1월에 발표. "그리운 남코의 명곡을 아이돌 마스터의 캐릭터들이 부른다"라는 컨셉의 시리즈.
패미송 8BIT☆아이돌 마스터 01 타카츠키 야요이/후타미 아미·마미
2008년 3월 25일 발매.
패미송 8BIT☆아이돌 마스터 02 아마미 하루카/호시이 미키
2008년 4월 5일 발매.
패미송 8BIT☆아이돌 마스터 03 미우라 아즈사/아키즈키 리츠코
2008년 4월 23일 발매.
패미송 8BIT☆아이돌 마스터 04 키쿠치 마코토/하기와라 유키호
2008년 5월 28일 발매.
패미송 8BIT☆아이돌 마스터 05 키사라기 치하야/미나세 이오리
2008년 6월 4일 발매.

##### 드라마 CD
프론티어 워크스에서 드라마 CD가 Scene.01부터 06까지 총 6매 발매되었다. 초회판에는 보너스 트랙이 있다. EXTRA STAGE 시리즈는 초회판에 리라이터블 카드가 들어있다. 또, 2006년 12월부터 가정판의 신 캐릭터 호시이 미키를 포함한 NEW STAGE 시리즈가 01부터 03까지 총 3매 발매되었다. 2008년 12월부터는 PSP판의 신 캐릭터 2명을 맞이해 드라마 CD 시리즈 제 3탄 「Eternal Prism」이 발매. 전권 구입 특전으로서 각 권용으로 새로 제작된 오리지널 신곡이 수록된 CD를 선물하는 캠페인을 했다.
드라마 CD Scene.01
드라마 CD Scene.02
드라마 CD Scene.03
드라마 CD Scene.04
드라마 CD Scene.05 EXTRA STAGE 1
드라마 CD Scene.06 EXTRA STAGE 2
드라마 NEW STAGE 01
2006년 12월 22일 발매. (게스트 : 토요구치 메구미)
여기부터 NEW STAGE 시리즈는 ON STAGE편, OFF SHOT편, EXTRA STAGE편의 3편으로 구성되어 있다.
드라마 NEW STAGE 02
2007년 1월 25일 발매. EXTRA STAGE는 "DJCD 라디오de아이마SHOW! Vol.3"에 수록.
드라마 NEW STAGE 03
2007년 2월 25일 발매.
드라마 CD 아이돌 마스터 Eternal Prism 01
2008년 12월 25일 발매.
드라마 CD 아이돌 마스터 Eternal Prism 02
2009년 1월 23일 발매.
드라마 CD 아이돌 마스터 Eternal Prism 03
2009년 2월 25일 발매.

##### 라디오 관련
- THE IDOLM@STER RADIO
  - THE IDOLM@STER RADIO ~가희낙원~
  - THE IDOLM@STER RADIO TOPxTOP!
  - THE IDOLM@STER RADIO 스튜디오 코스트 출접판!
  - THE IDOLM@STER RADIO COLORFUL MEMORIES
  - THE IDOLM@STER RADIO 가도장
  - THE IDOLM@STER RADIO LONG TIME

- 라디오de아이마SHOW!
  - 라디오de아이마SHOW! SHINING STAR★彡 코믹마켓70 한정판
  - DJCD 라디오de아이마SHOW! Vol.1~4, SP, 4.5
  - 라디오de아이마SHOW! 프리미엄CD
  - 라디오de아이마SHOW! 출장판 ~ 코믹마켓 71에서 당신과 Engage! ~

- 아이돌 마스터 Radio For You!
  - DJCD 아이돌 마스터 Radio For You! Vol.0 ~ Vol.2
  - DJCD SP 아이돌 마스터 Radio For You! 납폐 ~you-i know~
  - DJCD EXTRA 아이돌 마스터 Radio For You! KOTORIMIX
  - DJCD SP 아이돌 마스터 Radio For 결 ~you-i ~

- 아이돌 마스터 P. S. 프로듀서
  - DJCD EXTRA 아이돌 마스터 P. S. 프로듀서 PR For You!
  - DJCD 아이돌 마스터 P. S. 프로듀서 Vol.1
  - DJCD 아이돌 마스터 P. S. 프로듀서 Vol.2
  - DJCD 아이돌 마스터 P. S. 프로듀서 Vol.3

- THE IDOLM@STER STATION!!!
  - THE IDOLM@STER STATION!!! FIRST TRAVEL
  - THE IDOLM@STER STATION!!! SECOND TRAVEL ~Seaside Date~

- 라디오de아이마STAR☆
  - DJCD 라디오de아이마STAR☆ SP01

##### 그 외
THE IDOLM@STER YOUR SONG
호시이 미키 이외의 아이돌 전원과 오토나시 코토리의 커버 각 1곡+타카키 사장과의 드라마 CD. 한정 발매.
THE IDOLM@STER Christmas for you!
2007년 12월 19일 발매. 765프로 소속 아이돌의 크리스마스 앨범. 참가는 아마미 하루카, 키사라기 치하야, 타카츠키 야요이, 키쿠치 마코토, 호시이 미키. 크리스마스 송의 커버와 신곡 "메리", 토크 파트를 수록. 커버곡은 다음과 같다. 괄호 안은 원곡의 아티스트. 완전 초회 한정 생산. 덧붙여서 오리지널 신곡 "메리"의 솔로 버전(아마미 하루카, 타카츠키 야요이, 키사라기 치하야, 키쿠치 마코토, 호시이 미키의 5버전. 앨범 미수록)은 휴대폰 사이트에서 12월 22일, 23일부터 25일까지의 기간 한정으로 판매되었다.
아마미 하루카 : 눈에게 소원을 (마키하라 노리유키)
타카츠키 야요이 : 도라에몽|산타클로스는 어디의 사람 (도라에몽(성우 : 오오야마 노부요))
키사라기 치하야 : Pearl-White Eve (마츠다 세이코) *전부 대문자 표시가 되어있다
키쿠치 마코토 : DING DONG (PRINCESS PRINCESS)
호시이 미키 : 별이 내리는 거리 (와타세 마키)
전원 : 산타클로스가 마을에 찾아와요
THE IDOLM@STER Vacation for you!
2008년 7월 23일 발매.
THE IDOLM@STER BEST ALBUM ~MASTER OF MASTER~
2008년 9월 19일 발매.
아이돌 마스터 보컬 컬렉션
프론티어 웍스에서 발매. 웹 라디오에서 발표한 곡, 드라마CD 「Eternal Prism」에 새로 나온 곡을 수록한 앨범. 제 1탄은 2010년 2월 24일, 제 2탄은 2010년 4월 21일에 각각 발매되었다.

#### DVD/Blu-Ray
THE IDOLM@STER Lovable Days
2006년 3월 10일 발매된 DVD. 아케이드판의 엔딩 영상과 PV가 수록되어 있다.
THE IDOLM@STER MASTER MOVIE
2006년 9월 27일 발매된 DVD. 2006년 7월 23일 개최된 이벤트 "THE IDOLM@STER 1st ANNIVERSARY LIVE"의 영상 등을 수록.
THE IDOLM＠STER 4th ANNIVERSARY PARTY SPECIAL DREAM TOUR'S!!
2009년 9월 26일 발매된 DVD/블루레이 디스크. 2009년 5월에 열린 이벤트 「THE IDOLM@STER 4th ANNIVERSARY PARTY SPECIAL DREAM TOUR'S!!」의 현장을 수록.
THE IDOLM@STER 5th ANNIVERSARY The world is all one !! DVD/Blu-ray BOX
2011년 3월 16일 발매된 DVD/블루레이 디스크. 2010년 7월 열린 이벤트 「THE IDOLM@STER 5th ANNIVERSARY The world is all one !!」의 현장을 수록.

#### 765소속 아이돌 버스데이 시리즈
공식 사이트에서 아이돌 후보생들의 생일 기념 상품으로 기간 한정 예약을 받은 아이템.
765소속 아이돌 버스데이 시리즈 Vol.1 하기와라 유키호
포스트 카드 3개 세트. 2005년 12월 24일~2006년 1월 1일 한정 발매.
765소속 아이돌 버스데이 시리즈 Vol.2 키사라기 치하야
커버곡, 맥시 싱글 CD "Gratitude ~ 그래티튜드·감사 ~". 키사라기 치하야의 커버곡 3곡+오토나시 코토리와의 드라마 CD. 수록곡은 안리의 "올리비아를 들으면서", 카사하라 히로코의 "로미오의 푸른하늘|하늘에…", 히라하라 아야카의 "Jupiter(히라하라 아야카)|Jupiter"의 3곡.
당초는 765매 한정 발매로 되어 있었으나, 최종적으로는 2006년 3월 10일 12시~2006년 3월 13일 16시 30분의 76.5시간 한정으로 접수가 되었다.
2007년 9월에 코하라 나나의 "두 사람의 모지핏탄"을 추가한 버전이 애니메이트에서 일반 판매되었다.
765소속 아이돌 버스데이 시리즈 Vol.3 타카츠키 야요이
손수 만든 개구리 핸드백+오리지널 동전 5개 세트.
765소속 아이돌 버스데이 시리즈 Vol.4 아마미 하루카
오리지널 케이크 접시, 티컵과 타카츠키 야요이와의 드라마 CD "언 해피 버스데이?"의 세트
765소속 아이돌 버스데이 시리즈 Vol.5 미나세 이오리
이오리가 애용하는 토끼 인형.
765소속 아이돌 버스데이 시리즈 Vol.6 후타미 아미&마미
오리지널 손목시계와 2매 세트(아미편과 마미편)의 드라마 CD "Ami&Mami's Super Birthday!" 세트. 또한 드라마CD의 프로듀서는 하기와라 유키호.
765소속 아이돌 버스데이 시리즈 Vol.7 아키즈키 리츠코
리츠코의 안경과 키사라기 치하야, 키쿠치 마코토와의 드라마 CD "Sound of Raindrop" 세트.
765소속 아이돌 버스데이 시리즈 Vol.8 미우라 아즈사
미우라 아즈사 "운명의 순간" 피규어.
765소속 아이돌 버스데이 시리즈 Vol.9 키쿠치 마코토
키쿠치 신이치 레이싱 상품(모자+티셔츠)과 스페셜 드라마 CD "맑음 때때로 흐림 후 태풍, 후 맑음" 세트. CD의 출연자는 아마미 하루카, 키사라기 치하야, 오토나시 코토리, 키쿠치 신이치(성우 : 호시노 미츠아키).
765소속 아이돌 버스데이 시리즈 Vol.10 호시이 미키
"아이돌 마스터 Live for You!" 한정판과 호시이 미키 리미티드 인형.

#### 서적
주간 아이돌 마스터 Vol.1~Vol.4 (총 4권)
소프트뱅크 크리에이티브가 발매한 캐릭터 팬 북. 타이틀대로, 2007년 1월 26일부터 2월 17일까지 4주에 걸쳐 연속으로 발매되었고, 아마존닷컴 등의 통신 판매로는 4권 세트 판매가 이루어졌다.
Vol.1 아마미 하루카, 하기와라 유키호, 아키즈키 리츠코, Vol.2 키사라기 치하야, 후타미 아미&마미, 미우라 아즈사, Vol.3 타카츠키 야요이, 미나세 이오리, 키쿠치 마코토, Vol.4 호시이 미키.

#### 만화
아이돌 마스터
《월간 콤프 에이스》 연재. 총 7회. 2006년 5월~2006년 11월.
메인 히로인은 아마미 하루카. 765프로에 신인으로 입사한 지 얼마 안 된 프로듀서의 분투와 아이돌과의 교류를 그리고 있다.
아이돌 마스터 relations
《Comic REX》 연재. 2007년 3월~. 작화 : 우에다 유메히토.
메인 히로인은 호시이 미키. 위장NPC로서의 설정밖에 없던 사노미 코코로나 마왕 엔젤이 주요 등장인물로 등장.
제1권 한정판에는 특전 드라마 CD "대결! 아이돌 파이트 클럽"이 포함. 출연은 미즈시마 타카히로(프로듀서), 하세가와 아키코(호시이 미키), 나카무라 에리코(아마미 하루카), 이마이 아사미(키사라기 치하야), 콘노 히로미(토도오지 레이카), 아스미 카나(아사히나 린), 치하라 미노리(산조 토모미).
아이돌 마스터 Your Mass@ge
Side-B.N과 그 웹사이트에서 연재. 작화 : 쿠사카베 레이.
11명의 아이돌들의 풍경을 2명씩 5회로 나누어 그리고 있다. 제0화에서는 프로듀서가 입사하기 전의 모습을 그리고 있다.
푸치마스! -PETIT IDOLM@STER-
《전격 마왕》 연재 (2008年7月 ~ ) 원작 : 반다이 남코 게임즈, 작화 : 아카네
아이돌 마스터의 스핀오프 작품. '푸치돌'이라는, 아이돌들을 꼭 닮은 모습을 한 수수께끼의 생물과 765 프로의 아이돌들의 일상 모습이 느긋한 느낌으로 그려진 4컷 만화.참고로 작화 담당의 아카네는 패미송 8BIT☆아이돌 마스터 시리즈의 자켓 일러스트도 담당하고 있다. 푸치돌들의 첫 등장은 아카네가 개인 사이트에서 부정기로 연재하고 있던 4컷 만화로, 아카네의 2차 창작이었다. 「전격 PlayStation」에도 출장판으로 매월 1화씩 연재되고 있다.
아이돌 마스터 브레이크!
월간 소년 라이벌 연재 (2008년 9월 ~ 2010년 10월) 원작 : 반다이 남코 게임스, 작화 : 후지마 타쿠야
「SP」를 베이스로 한 작품으로 765 프로 사장의 손자라는 설정의 16세의 소년이 주인공. 조부가 쓰러지고 엉뚱한 일로부터 주인공이 사장 대행 겸 프로듀서가 되어 버려 사무소의 경영과 프로듀스를 맡고, 아이돌들과 동거하는 일도 발생하는 등 하렘계 러브 코미디 요소가 매우 강한 작품이다.

#### 트레이딩 카드 게임
부시로드에서 발매하는 트레이딩 카드 게임 바이스 슈바르츠의 슈바르츠 진영 참가 작품으로서 등장. 상품은 다음과 같다.
트라이얼 덱 THE IDOLM@STER
2009년 7월 25일 발매. 이른바 스타터 팩으로 구축이 끝난 덱의 카드 50매와 룰 시트, 플레이 북, 덱 해설서, 플레이 매트가 세팅되어 있다. 정가 1300엔.
부스터 팩 THE IDOLM@STER
2009년 8월 22일 발매. 1팩 8매로 330엔.
엑스트라 팩 THE IDOLM@STER Dearly Stars
2010년 1월 9일 발매. 1팩 6매로 500엔. 한정 첫회 생산만 있다.
이외에도 2009년 발매한 아이마스 관련 상품의 판촉으로서 한정 카드(프로모션 카드와 호칭)가 부속되어 있기도 한다.

#### 이벤트
아이돌 마스터 미니 라이브
2004년 1월 17일 개최. 선샤인 시티 컨센변 센터 도쿄에서 행해진 애니메이션 엑스포 도쿄 2일째의 이벤트로서 이마이 아사미, 나카무라 에리코가 출연하고 있던 인터넷 TV프로그램 「아규」공개녹화와 동시 개최. 출연은 나카무라 에리코, 이마이 아사미. 사회는 오탓키 사사키. 덧붙여 공개 녹화에서는 시모다 아사미도 출연하고, 당시 개발중에 있던 아이돌 마스터의 게임 소개와 프로모션 비디오의 상영을 실시했다.
아이돌 마스터 6/9(9분의 6)
2005년 2월 19일 개최. AOU2005 어뮤즈먼트 엑스포 내에서의 이벤트로서 남코 부스에서 행해졌다. 참가 성우는 나카무라 에리코, 오치아이 유리카, 시모다 아사미, 타카하시 치아키, 니고 마야코, 와카바야시 나오미의 6명으로, 이벤트 타이틀은 여기에서 유래했다.
아이돌 마스터 시크릿 라이브
2006년 1월 21일 개최. MASTERPIECE의 발매 기념으로 구입하면 따라왔던 응모권으로 응모한 사람으로부터 추첨해서 입장자를 결정. 회장은 아카바네 회관으로, 통칭 "아카바네 라이브". 참가 성우는 나카무라 에리코, 이마이 아사미, 타카하시 치아키, 오치아이 유리카, 히라타 히로미, 와카바야시 나오미, 니고 마야코, 시모다 아사미.
THE IDOLM@STER 1st ANNIVERSARY LIVE
THE IDOLM@STER의 릴리즈 1주년 기념으로 개최. 참가 성우는 나카무라 에리코, 오치아이 유리카, 와카바야시 나오미, 타카하시 치아키, 이마이 아사미, 히라타 히로미, 쿠기미야 리에, 니고 마야코, 시모다 아사미, 타키타 쥬리의 10명으로, 아이돌 후보생 전원(당시 호시이 미키는 없었음) 등장한 첫 이벤트가 되었다. 또, 이때 THE IDOLM@STER RADIO의 공개녹음도 개최.
스쿠프 연발! 엑스박스 360판 아이돌 마스터의 비밀에 파고든다! 밝혀진 초인기 아이돌의 감춰진 과거와 안개의 저편에서 환상의 표고버섯 요리를 보았다!
2006년 9월 23일, 9월 24일 개최. 도쿄 게임쇼 2006 내의 이벤트로서 반다이 남코 게임즈 부스에서 행해졌다. 엑스박스 360판 THE IDOLM@STER의 소개가 중심. 참가 성우는 나카무라 에리코, 이마이 아사미, 하세가와 아키코.
THE IDOLM@STER MASTERWORK 제0탄 나는 아이돌♡ 발매 기념 Xm@s 이벤트
2006년 12월 20일 개최. 참가 성우는 나카무라 에리코, 이마이 아사미, 하세가와 아키코.
THE IDOLM@STER ALL STAR LIVE 2007
2007년 4월 1일 개최. 참가 성우는 나카무라 에리코, 오치아이 유리카, 와카바야시 나오미, 타카하시 치아키, 이마이 아사미, 히라타 히로미, 쿠기미야 리에, 니고 마야코, 시모다 아사미, 하세가와 아키코, 타키타 쥬리.
Go to the NEXTSTAGE!! THE IDOLM@STER GREAT PARTY
TOKYO : 2007년 10월 28일 개최. 참가 성우는 나카무라 에리코, 이마이 아사미, 시모다 아사미, 니고 마야코, 히라타 히로미, 와카바야시 나오미, 타키타 쥬리.
OSAKA : 2007년 11월 3일 개최. 참가 성우는 나카무라 에리코, 이마이 아사미, 시모다 아사미, 니고 마야코, 하세가와 아키코, 타카하시 치아키, 타키타 쥬리.
TOKYO+ : 2007년 11월 4일 개최. 참가 성우는 나카무라 에리코, 타키타 쥬리, 이마이 아사미, 니고 마야코, 시모다 아사미, 와카바야시 나오미, 히라타 히로미, 하세가와 아키코, 특별 참가 타카하시 치아키.
Go to the NEW STAGE! THE IDOLM@STER 3rd ANNIVERSARY LIVE
2008년 7월 27일, 파시피코 요코하마 국립대 홀에서 개최. 참가 성우는 나카무라 에리코, 와카바야시 나오미, 타카하시 치아키, 이마이 아사미, 히라타 히로미, 쿠기미야 리에, 니고 마야코, 시모다 아사미, 하세가와 아키코, 타키타 쥬리와 신 캐릭터의 성우가 된 누마쿠라 마나미, 하라 유미. 목소리 출연에 토쿠마루 칸, 호소이 오사무. 영상 출연에 오치아이 유리카. 특별 게스트로서 쿠시다 아키라가 「안녕!!아침밥(REM@STER-A) featuring YAKINIKUMAN!」에 참가했다.
PSP판 신작 게임 THE IDOLM@STER SP에 765 프로의 라이벌로서 쿠로이 사장이 인솔하는 961 프로덕션, 신 캐릭터인 가나하 히비키, 시죠 타카네가 추가되고 사무소 이적을 한 호시이 미키의 3명이 게스트 캐릭터로서 참가하는 것이 발표되었다. 또, 라이브에서는 그 3인조인 프로젝트 페어리에 의한 신곡 「오버 마스터」가 공개되었다.
THE IDOLM@STER SP Presents 「765 프로덕션 신곡 발표회 in TGS 2008.10.11」
2008년 10월 11일, 마쿠하리 멧세에서 개최된 도쿄 게임쇼 2008의 이벤트 스테이지에서 행해졌다. THE IDOLM@STER SP의 퍼펙트 선, 원더링 스타, 미싱 문 각 소프트에 등장하는 765 프로덕션 소속 아이돌의 담당 성우로서 나카무라 에리코, 시모다 아사미, 이마이 아사미가 출연해 신곡 「Colorful Days」를 공개했다. 또 비밀 게스트로서 961 프로덕션 소속 아이돌의 담당 성우인 하세가와 아키코, 누마쿠라 마나미, 하라 유미가 출연해 신곡 「오버 마스터」를 공개했다.
THE IDOLM@STER 4th ANNIVERSARY PARTY SPECIAL DREAM TOUR'S!!
아이돌 마스터의 이벤트로서는 처음으로 4도시 개최가 된 라이브 투어.
나고야 공연 2009년 5월 17일 (나고야 CLUB DIAMOND HALL). 참가 성우는 나카무라 에리코, 이마이 아사미, 니고 마야코, 하세가와 아키코, 누마쿠라 마나미, 하라 유미.
후쿠오카 공연 2009년 5월 24일 (후쿠오카 DRUM LOGOS). 참가 성우는 오치아이 유리카, 와카바야시 나오미, 시모다 아사미, 하세가와 아키코, 누마쿠라 마나미.
도쿄 공연 2009년 5월 30일 (도쿄 JCB 홀). 참가 성우는 나카무라 에리코, 이마이 아사미, 니고 마야코, 와카바야시 나오미, 타카하시 치아키, 히라타 히로미, 하세가와 아키코, 누마쿠라 마나미, 하라 유미, 타키타 쥬리, 토마츠 하루카, 하나자와 카나.
도쿄 공연의 일부는 니코니코동화에서 생중계되어 그 중에 THE IDOLM@STER Dearly Stars의 신캐릭터의 담당 성우의 발표를 해 토마츠 하루카, 하나자와 카나가 출연했다. 산페이 유우코는 비디오 출연의 형태로 참가.
오사카 공연 2009년 7월 23일 (오사카 남바 hatch). 참가 성우는 나카무라 에리코, 이마이 아사미, 니고 마야코, 히라타 히로미, 하라 유미, 타키타 쥬리, 누마쿠라 마나미.
오사카 공연은 당초 2009년 5월 23일로 예정되어 있었지만, 오사카 시를 포함한 칸사이 지역에서 2009년 신형 인플루엔자가 발생해 중지가 되어, 그 후 7월 23일에 대체 개최하는 것이 발표되었다.
THE IDOLM@STER 2009 H@ppy Christm@s P@rty!!
2009년 12월 23일, 신키바 STUDIO COAST에서 개최했다. 출연은 나카무라 에리코, 하세가와 아키코, 이마이 아사미, 히라타 히로미, 시모다 아사미, 하라 유미, 누마쿠라 마나미, 와카바야시 나오미.
THE IDOLM@STER 5th ANNIVERSARY The world is all one !!
2010년 7월 3일, 4일에 마쿠하리 멧세에서 개최. 출연은 나카무라 에리코, 하세가와 아키코, 시모다 아사미, 하라 유미, 누마쿠라 마나미, 쿠기미야 리에, 니고 마야코, 히라타 히로미, 타키타 쥬리, 이마이 아사미, 타카하시 치아키, 와카바야시 나오미, 아사쿠라 아즈미(4일만).

#### 다른 게임에서의 출연
태고의 달인 시리즈
아케이드판에서는 「태고의 달인 7」이후, 가정용 게임판에서는 닌텐도 DS용 소프트, Wii용 소프트의 전작품, PSP용 소프트의 「포터블 2」, PS2용 소프트의 「애니메이션 스페셜」, 「도캇! 하고 수북히 담아 7대목」에 「THE IDOLM@STER」의 게임내 사용곡 중 몇개가 사용되고 있어 그 곡으로 플레이 하면 미니 사이즈의 아이돌들이 무희로서 등장한다(다만, DS판 첫 시리즈 「터치로 도코돈!!」에서는 등장하지 않는다). 악곡은 모두 아이돌을 담당한 성우 전원이 노래하는 형태의 음원이 사용된다.
또, 태고의 달인 시리즈에 등장하는 마스코트 캐릭터인 와다동, 와다카츠가 「THE IDOLM@STER」내에서 사용되는 악세사리로서 등장하는 것 외에 「SP」의 옵션으로 변경할 수 있는 TV출연 씬의 배경 무대 장치에 태고의 달인의 캐릭터가 그려져 있는 등, 서로 출연하는 형태이다.
수록곡은 다음과 같다.
- THE IDOLM@STER：「태고의 달인 7 - 9」(AC), 「애니메이션 스페셜」(PS2), 「포터블 2(다운로드곡)」(PSP)
- 포지티브!：「태고의 달인 7 - 8」(AC), 「애니메이션 스페셜」(PS2)
- 마법을 걸어줘!：「태고의 달인 8 - 9」(AC), 「포터블 2」(PSP), 「도캇! 하고 수북히 담아 7대목」(PS2)
- 에이전트 밤을 가다：「태고의 달인 10 - 14」(AC), 「7개의 섬 대모험」(DS)
- GO MY WAY!!：「태고의 달인 9 - 10」(AC), 「터치로 도코돈!」(DS)
- shiny smile：「태고의 달인 11」(AC), 「7개의 섬 대모험」(DS)
- Do-Dai：「태고의 달인 12 - 13」(AC) 「태고의 달인 Wii」(Wii)
- 신님의 Birthday：「태고의 달인 12 - 12 동~!하고 증량판」(AC) 「태고의 달인 Wii」(Wii)
- 키라메키라리：「태고의 달인 12 동~!하고 증량판 - 14」(AC)
- I Want：「태고의 달인 12 동~!하고 증량판 - 13(12 증량판은 숨겨진 곡, 13은 최초부터 등장)」(AC), 「Wii 도돈 하고 2대목!」(Wii)
- “HELLO!!”：「태고의 달인 13」(AC), 「Wii 도돈 하고 2대목!」(Wii)
- 오버 마스터：「태고의 달인 14」(AC), 「포터블 2(다운로드곡)」(PSP)
- relations：「태고의 달인 14」(AC), 「도로론! 요괴 대결전!!」(DS)
- L·O·B·M：「Wii 다함께 파티☆3대목!」(Wii)

뷰티풀 괴혼
엑스박스 360용 소프트. IM@S ALLSTARS로서 "단결"을 제공. 덧붙여서 IM@S ALLSTARS는 이 게임을 위해 긴급 결성된 스페셜 유닛으로, 765프로 소속의 아이돌 10(+1)명으로 구성되어 있다.
에이스 컴뱃 6 해방으로의 전화
엑스박스 360용 소프트. 게임에서 등장하는 기체에, 아이돌 후보생의 모습(주 날개와 수직 날개에 장식. 주 날개에는 싸인도 있다)이나 THE IDOLM@STER에 관한 4개의 로고가 페인트된 전투기가 DLC로 전달되고 있다. 미사일 및 특수공격의 장탄수가 캐릭터의 프로필(신장 및 신체 사이즈)로 되어있고 그 외의 성능도 일반 기체와 다르며, 미사일의 분사 연기의 색도 다르다.
SP만 예외적으로 모든 아이돌 및 오토나시 코토리, 타카키사장이 페인트되어있다.
Su-33 Flanker -THE IDOLMASTER MIKI- - 2007년 11월 22일 갱신.
F-117A Night Hawk -THE IDOLMASTER YUKIHO- - 2007년 12월 19일 갱신.
Su-47 Berkut -THE IDOLMASTER MIKI-EX- - 2008년 1월 30일 갱신.
F-15E Strike Eagle -THE IDOLMASTER CHIHAYA- - 2008년 2월 28일 갱신.
F-22A Rapter -THE IDOLMASTER HARUKA- - 2008년 3월 27일 갱신.
Mirrage2000-5 Mirrage -THE IDOLMSTER YAYOI- - 2008 3월 27일 갱신.
Rafale M Rafale -THE IDOLMASTER IORI- - 2008년 4월 24일 갱신.
F-2A Viper Zero -THE IDOLMASTER AMI- - 2008년 5월 29일 갱신.
F-16C Fighting Falcon -THE IDOLMASTER MAMI- - 2008년 5월 29일 갱신.
F/A-18F Super Hornet -THE IDOLMASTER RITSUKO- - 2008년 6월 26일 갱신.
F-14D Super Tomcat -THE IDOLMASTER AZUSA- - 2008년 6월 26일 갱신.
Eurofighter Typhoon Typhoon -THE IDOLMASTER MAKOTO- - 2008년 7월 24일 갱신.
A-10 Thunderbolt -THE IDOLMASTER SP- - 2008년 7월 24일 갱신.
우리들의 텔레비전 게임 검정
닌텐도 DS용 소프트. 남코의 역대 게임이 모티브가 되어 있는 게임이며, 그중에 "THE IDOLM@STER"가 모티브로 되어 있는 미니 게임이 등장할 예정이다.

### TV 방송
이하의 두 프로그램에서 본작이 다루어져 특집 방송되었다. 모두 NHK의 위성방송에서만 방영.
~발굴! 근사한 일본~
2008년 8월 27일 방송한 「아이돌」특집의 회로, 아케이드 판이 「아이돌 육성 게임」으로 다루어져 실제로 출연자가 아케이드 판을 플레이했다(플레이에 선택한 아이돌은 치하야와 유키호의 2명 유닛이다). 또, 아케이드 판의 플레이 씬으로 이마이 아사미가 게임의 성우로서 출연하고 있다.
MAG·넷
제15회에 「아이돌 마스터」특집이 짜여져 개발 현장에도 취재를 했다. 스탭에서는 이시하라 아키히로(디렉터 1), 사카가미 요우조(가미 P), 나카가와 코지(사운드.「relations」등의 작곡), 엔도 노부코(애니메이션 담당), 아오키 나오토(모델링 담당)가, 성우에서는 나카무라 에리코, 니고 마야코(라이브 영상만 출연)가 각각 출연. 스튜디오에는 우에다 유메히토(만화가·일러스트레이터.「아이돌 마스터 relations」작화 등), 이마이 코이치(편집자, 프리 라이터. 전격마왕으로 「이마이치 P」명의로 「아이마스」관련 기사를 집필), 아라키 비비가 출연했다.

### 애니메이션으로부터의 전개
TV 애니메이션 아이돌 마스터 XENOGLOSSIA를 기초로 하여 전개된 것들이다.

## 2nd Vision
2009년 5월 17일의 「THE IDOLM＠STER 4th ANNIVERSARY PARTY SPECIAL DREAM TOUR＇S!! IN NAGOYA」에서, 신작 게임의 2010년 릴리즈를 앞두고 「PROJECT IM@S 2nd Vision」로 칭하는 신프로젝트의 시동이 선언되었다.
또, 그와 동시에 니코니코동화에 공식 채널 「타루키 정」이 오픈되었다.

### 게임으로부터의 전개
이하의 게임 작품들을 기초로 하여 전개된 것들을 아래에 기술한다.
- THE IDOLM@STER Dearly Stars(DS 판)
- THE IDOLM@STER 2(Xbox360・PS3 판)

#### 웹 방송
디어리 스테이션 (2009년 7월 11일 ~ 2009년 8월 31일)
진행자 : 하나자와 카나, 토마츠 하루카, 산페이 유우코
게스트 출연 : 타나카 분케이(분케이P), 사카가미 요우조(가미P), 나카무라 에리코

#### CD

##### DREAM SYMPHONY 시리즈
「THE IDOLM@STER Dearly Stars」의 관련 악곡 CD로서 「THE IDOLM@STER DREAM SYMPHONY」시리즈가 컬럼비아 뮤직 엔터테인먼트로부터 차례차례 릴리즈되었다. 각각, 첫회 생산 특전으로서 「바이스 슈바르츠」프로모션 카드가 1매 봉입되었다. 01~03에 수록된 보너스 트랙은 드라마 파트로 876프로 아이돌이 총 출연하였다. 또, 01~03의 자켓 일러스트는 왼쪽에서 01, 03, 02 순으로 늘어놓으면 1매의 그림이 완성된다.
THE IDOLM@STER DREAM SYMPHONY 00 "HELLO!!"
2009년 9월 9일 발매. 맥시싱글.
THE IDOLM@STER DREAM SYMPHONY 01 미즈타니 에리
2009년 10월 14일 발매.
THE IDOLM@STER DREAM SYMPHONY 02 아키즈키 료
2009년 11월 4일 발매.
THE IDOLM@STER DREAM SYMPHONY 03 히다카 아이
2009년 12월 2일 발매.

##### BEST OF 765+876=!! 시리즈
5주년을 맞이한 본작의 집대성이라고도 할 수 있는 BEST 판. 메모리얼 한정판과 통상판이 있다.
THE IDOLM@STER BEST OF 765+876=!! VOL.01
2010년 5월 12일 발매. 765 프로와 876 프로 아이돌들의 솔로곡에 신곡 「THE 사랑」을 수록. 메모리얼 한정판은 VOL.2와 VOL.3의 특전을 수납할 수 있는 LP사이즈의 BOX 패키지 사양.
THE IDOLM@STER BEST OF 765+876=!! VOL.02
2010년 6월 2일 발매. 765 프로와 876 프로 아이돌들의 유닛곡에 신곡 「DREAM」을 수록. 메모리얼 한정판에는 LP사이즈의 메모리얼 북 부속.
THE IDOLM@STER BEST OF 765+876=!! VOL.03
2010년 6월 23일 발매. 765 프로와 876 프로 아이돌들의 그룹곡에 신곡 「LOST」를 수록. 메모리얼 한정판에는 게임 내에서 사용되는 BGM 43곡을 수록한 CD 「THE IDOLM@STER BGM COLLECTION」가 추가되었다.

##### MASTER ARTIST 2 시리즈

###### MASTER ARTIST 2 Prologue
2010년 9월 22일 발매. 「아이돌 마스터 2」의 발매에 앞선 새 CD 시리즈의 제1탄이다.

###### MASTER ARTIST 2 -First Season-
전작으로 호평이었던 「MASTER ARTIST 시리즈」의 2판.
각 아이돌의 개별 신곡 1곡과 그 가라오케 버전 1곡, 각 아이돌의 개별 커버곡 1곡(모두 리퀘스트로 선택되었다), 동시 발매된 3명 공통의 커버곡(이쪽도 리퀘스트로 선택되었다. 수록되고 있는 것은 솔로 버전으로, 나머지 캐릭터가 백 코러스를 담당. 각 캐릭터 리믹스가 다르다), 기존 곡의 리믹스 1곡, 시리즈 공통 신곡 1곡, 토크로 구성되어 있다.
극중 설정은 「2」로 프로듀서가 입사하기 전, 솔로 활동으로 별로 유명하지 않은 시기의 아이돌들이 처음으로 낸 솔로 CD라는 설정이다.
덧붙여 자켓 일러스트는 모두 안닌도후가 담당하였다.
공통 커버곡은 아래와 같다. 캐릭터에 따라서 리믹스가 다르며 같은 곡을 커버하는 다른 캐릭터가 백 코러스를 담당한다.
01,02,03(하루카, 히비키, 미키) 「Tip,Taps,Tip」원곡은 HALCALI.
04,05,06(마코토, 치하야, 타카네) 「별의 조각을 찾으러 가자 Again」원곡은 후쿠미미.
07,08,09(유키호, 마미, 야요이) 「스위트 도너츠」원곡은 Perfume.
이하의 앨범 CD 타이틀은 모두 앞에 「THE IDOLM@STER MASTER ARTIST 2 -First Season-」이 붙는다.
01 아마미 하루카
2010년 11월 3일 발매.
02 가나하 히비키
2010년 11월 3일 발매.
03 호시이 미키
2010년 11월 3일 발매.
04 키쿠치 마코토
2010년 12월 1일 발매.
05 키사라기 치하야
2010년 12월 1일 발매.
06 시죠 타카네
2010년 12월 1일 발매.
07 하기와라 유키호
2010년 12월 29일 발매.
08 후타미 마미
2010년 12월 29일 발매.
09 타카츠키 야요이
2010년 12월 29일 발매.

###### MASTER ARTIST 2 -Second Season-
류구코마치의 솔로 CD. 공통 신곡에 관해서는 First Season과 같다.
공통 커버곡은 아래와 같다. 캐릭터에 따라서 리믹스가 다르고 다른 캐릭터가 백 코러스를 담당.
01,02(이오리, 아미) 「아~ 다행이다」원곡은 하나*하나.
03,04(아즈사, 리츠코) 「Best Friend」원곡은 Kiroro.
01 미나세 이오리
2011년 5월 25일 발매.
02 후타미 아미
2011년 5월 25일 발매.
03 미우라 아즈사
2011년 6월 22일 발매.
04 아키즈키 리츠코
2011년 6월 22일 발매.

###### Jupiter
2011년 11월 23일 발매. 961 프로의 남성 유닛 「Jupiter」의 미니 앨범. 게임 사용곡 2곡과 각 멤버의 신곡 솔로 3곡, 미니 드라마를 수록.

##### 싱글 CD
「The world is all one !!」
2011년 2월 9일 발매. 노래는 765PRO ALL STARS.
「SMOKY THRILL」
2011년 2월 9일 발매. 노래는 류구코마치(미나세 이오리, 후타미 아미, 미우라 아즈사)와 아키즈키 리츠코.

##### ANIM@TION MASTER 시리즈
「MASTER ARTIST 2」에 이은 새로운 CD 시리즈. 발매는 지금까지의 CD 시리즈와 같이 일본 콜럼비아가 한다. 자켓 일러스트는 「MASTER ARTIST」이후 담당해 온 안닌도후가 아니고 애니메이션 스탭이 담당하고 있다. 덧붙여 오프닝 주제가가 수록된 01, 04는 싱글, 그 이외는 앨범 취급이다.
이하의 앨범 CD 타이틀은 모두 앞에 「THE IDOLM@STER ANIM@TION MASTER」가 붙는다.
01 READY!!
2011년 8월 10일 발매. 제1쿨의 오프닝 테마인 「READY!! (M@STER VERSION)」 등을 수록.
02
2011년 9월 7일 발매. 「READY!!」의 TV 사이즈판, 제1화부터 제5화까지의 극중 삽입곡, ED 테마로서 사용된 곡, BGM과 오리지널 드라마를 수록. 첫회판은 BOX 패키지 사양.
03
2011년 10월 5일 발매. 제6화부터 제10화까지의 극중 삽입곡, 엔딩, BGM, 오리지널 드라마 파트를 수록. 첫회판은 BOX 패키지 사양.
04 CHANGE!!!!
2011년 11월 9일 발매. 제2쿨의 오프닝 테마인 「CHANGE!!!! (M@STER VERSION)」 등을 수록.
05
2011년 11월 30일 발매. 제11화부터 제15화까지의 극중 삽입곡, 엔딩, BGM과 오리지널 드라마 파트를 수록.
06
2011년 12월 28일 발매. 「CHANGE!!!!」의 TV 사이즈판, 제16화부터 제20화까지의 극중 삽입곡, 엔딩, BGM과 오리지널 드라마 파트를 수록.
07
2012년 2월 1일 발매. 제21화부터 제25화까지의 극중 삽입곡, 엔딩, BGM과 오리지널 드라마 파트를 수록.

##### ANIM@TION MASTER 생방임까 SPECIAL 시리즈
애니메이션판 사운드 트랙 CD인 「ANIM@TION MASTER」의 이름을 계승한 신 시리즈. 애니메이션에서 사용되었지만 ANIM@TION MASTER에 수록되지 않은 「2」의 DLC 신곡이 수록된다. 그리고 「MASTER ARTIST 2」이래로 오랜만의 커버 리퀘스트도 행해진다.
THE IDOLM@STER ANIM@TION MASTER 생방임까 SPECIAL 01
2012년 7월 4일 발매 예정. DLC로 배포되어 애니메이션에서는 사용되지 않은 「큥! 뱀파이어 걸(M@STER VERSION)」, 오리지널 신곡 「첫사랑 ~ 1장 짝사랑의 벚꽃」을 수록.

##### CINDERELLA MASTER 시리즈
모바일 게임 「아이돌 마스터 신데렐라 걸즈」의 유저수가 100만명을 돌파한 것을 기념해 CD가 발매되었다.
이하의 앨범 CD 타이틀은 모두 앞에 「THE IDOLM@STER CINDERELLA MASTER」가 붙는다.
제1탄
2012년 4월 18일 발매.
001 시부야 린
002 후타바 안즈
003 미무라 카나코
004 타카가키 카에데
005 죠가사키 리카
제2탄
2012년 8월 8일 발매 예정.
006 칸자키 란코
007 마에카와 미쿠
008 모로보시 키라리
009 죠가사키 미카
010 시마무라 우즈키

#### 서적

##### 만화
아이돌 마스터 SplashRed for 디어리 스타즈
아이돌 마스터 InnocentBlue for 디어리 스타즈
아이돌 마스터 NeueGreen for 디어리 스타즈
아이돌 마스터 2 잠자는 공주
아이돌 마스터 2 Colorful Days
아이돌 마스터 2 The world is all one !!

#### 이벤트
아이돌 마스터 디어리 스타즈 스페셜 스테이지
2009년 9월 26일, 마쿠하리 멧세에서 개최된 도쿄 게임쇼 2009의 반다이남코게임스의 부스 내 스테이지에서 행해졌다. 참가 성우는 토마츠 하루카, 및 서프라이즈 게스트 이마이 아사미. 이마이가 부른 신곡 「또 보자」와, 2명이 부른 「GO MY WAY!!」가 피로되었다.
THE IDOLM@STER 876pro Secret V@lentine P@rty!!
2010년 2월 14일, 시부야의 파세라 리조트 그란데에서 행해졌다. 특정 점포에서 「DREAM SYMPHONY」시리즈를 구입한 후, 응모한 사람 중에서 추첨으로 선택된 사람이 참가할 수 있었다. 참가 성우는 토마츠 하루카, 하나자와 카나, 산페이 유우코, 및 스페셜 게스트 이마이 아사미.
THE IDOLM@STER 2 765 프로덕션 2010년도 궐기 집회
2010년 9월 18일, 마쿠하리 멧세에서 개최된 도쿄 게임쇼 2010의 반다이남코게임스의 부스 내 스테이지에서 행해졌다. 참가 성우는 와카바야시 나오미, 시모다 아사미, 아사쿠라 아즈미, 누마쿠라 마나미, 하라 유미. 이 이벤트에서 961 프로덕션의 라이벌 아이돌 유닛 「쥬피터」의 등장과 류구코마치·리츠코의 프로듀스 불가, 2011년 1월의 라이브 고지, 신곡 「The world is all one !!」을 노래하는 유닛을 인기 투표로 결정한다는 고지를 했다.
이 발표는 주로 팬 커뮤니티에서 큰 파문을 불러, 일부의 뉴스 사이트로 다루어지기까지 했다.
THE IDOLM@STER 6th ANNIVERSARY SMILE SUMMER FESTIV@L!
아이돌 마스터로서는 두 번째가 되는 라이브 투어. 4주년 라이브 투어가 행해진 회장에 가세해 새롭게 삿포로에서도 공연을 했다. 회장 마다 리더로서 라이브의 진행역이 되는 성우가 설정되어 있는 것이 연출의 특징.
도쿄 공연 2011년 6월 25일 (도쿄 TOKYO DOME CITY HALL) 참가 성우는 나카무라 에리코, 하세가와 아키코, 이마이 아사미, 하라 유미, 와카바야시 나오미, 누마쿠라 마나미, 니고 마야코, 히라타 히로미, 시모다 아사미, 아사쿠라 아즈미. 리더는 나카무라·하세가와.
삿포로 공연 2011년 7월 2일(삿포로 Zepp Sapporo) 참가 성우는 이마이 아사미, 하라 유미, 나카무라 에리코, 니고 마야코, 히라타 히로미, 와카바야시 나오미, 하세가와 아키코, 누마쿠라 마나미. 리더는 이마이·하라.
나고야 공연 2011년 7월 9일(나고야 Zepp Nagoya) 참가 성우는 시모다 아사미, 아사쿠라 아즈미, 나카무라 에리코, 니고 마야코, 히라타 히로미, 와카바야시 나오미, 하세가와 아키코, 누마쿠라 마나미. 리더는 시모다·아사쿠라.
후쿠오카 공연 2011년 7월 16일(후쿠오카 Zepp Fukuoka) 참가 성우는 니고 마야코, 히라타 히로미, 나카무라 에리코, 이마이 아사미, 시모다 아사미, 하세가와 아키코, 하라 유미, 아사쿠라 아즈미. 리더는 니고·히라타.
오사카 공연 2011년 7월 23일(오사카 Zepp Osaka) 참가 성우는 와카바야시 나오미, 누마쿠라 마나미, 나카무라 에리코, 이마이 아사미, 시모다 아사미, 하세가와 아키코, 하라 유미, 아사쿠라 아즈미. 리더는 와카바야시·누마쿠라.
THE IDOLM@STER 7th ANNIVERSARY 765PRO ALLSTARS 모두와 함께!
2012년 6월 23일·24 일 개최의 7주년 라이브. 텔레비전 애니메이션 제25화(최종화)의 방송 직후에 텔레비전 CM를 사용해 고지하였다.회장은 요코하마 아레나. 참가 성우는 나카무라 에리코, 이마이 아사미, 니고 마야코, 아사쿠라 아즈미, 히라타 히로미, 와카바야시 나오미, 시모다 아사미, 쿠기미야 리에, 타카하시 치아키, 하세가와 아키코, 하라 유미, 누마쿠라 마나미, 타키타 쥬리.